# Allan Kamanga
Allan Kamanga (Lilongué, 29 de dezembro de 1981) é um futebolista malauiano que atua como defensor.

## Carreira
Allan Kamanga representou o elenco da Seleção Malauiana de Futebol no Campeonato Africano das Nações de 2010.